# Capitol Records
Capitol Records, kurz Capitol, ist ein US-amerikanisches Musiklabel, das zur Universal Music Group gehört.

## Geschichte

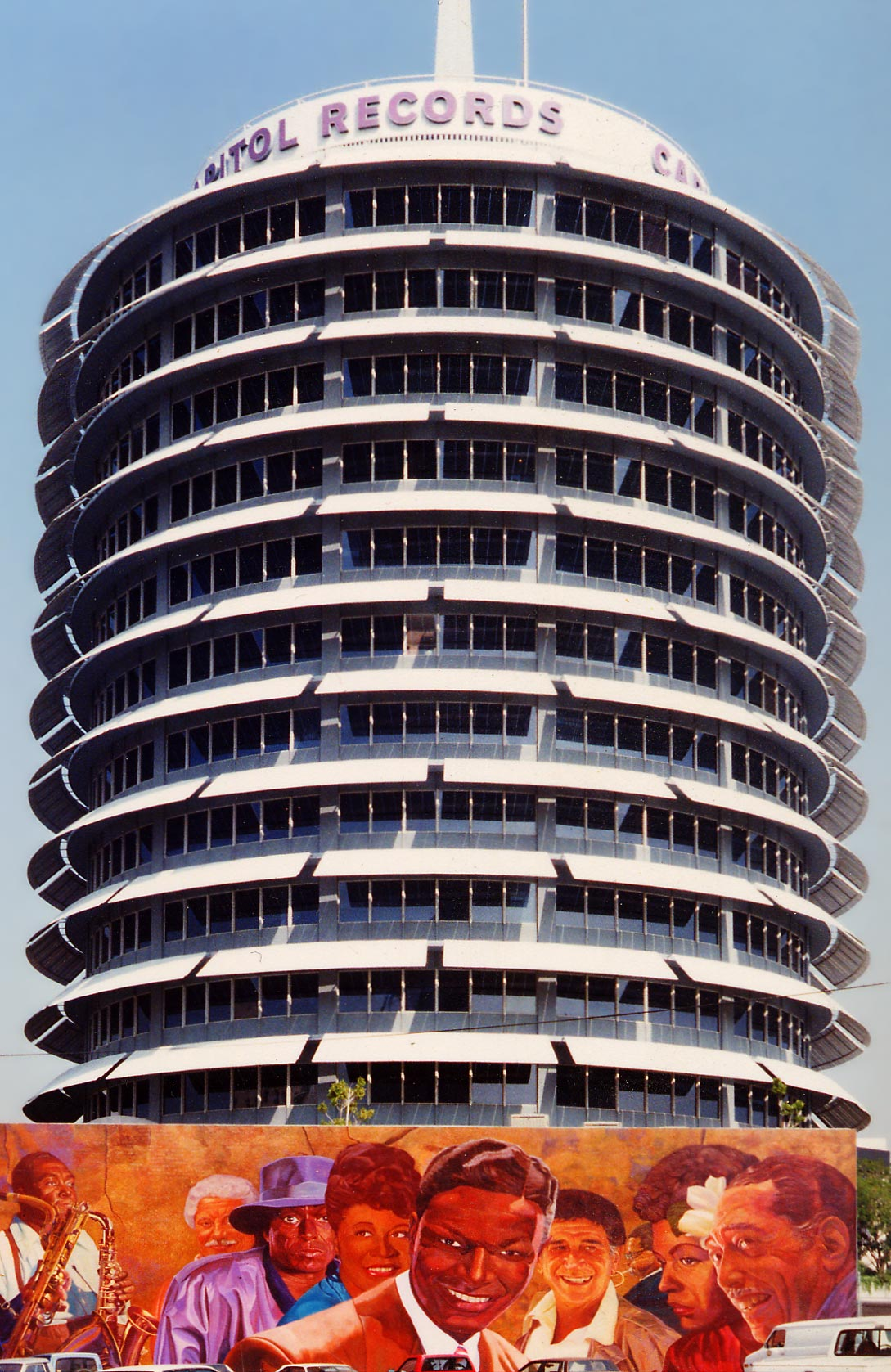
Der Capitol Tower – Firmensitz und Aufnahmestudio von Capitol Records in Hollywood mit dem Hollywood Jazz Mural an der Südwand

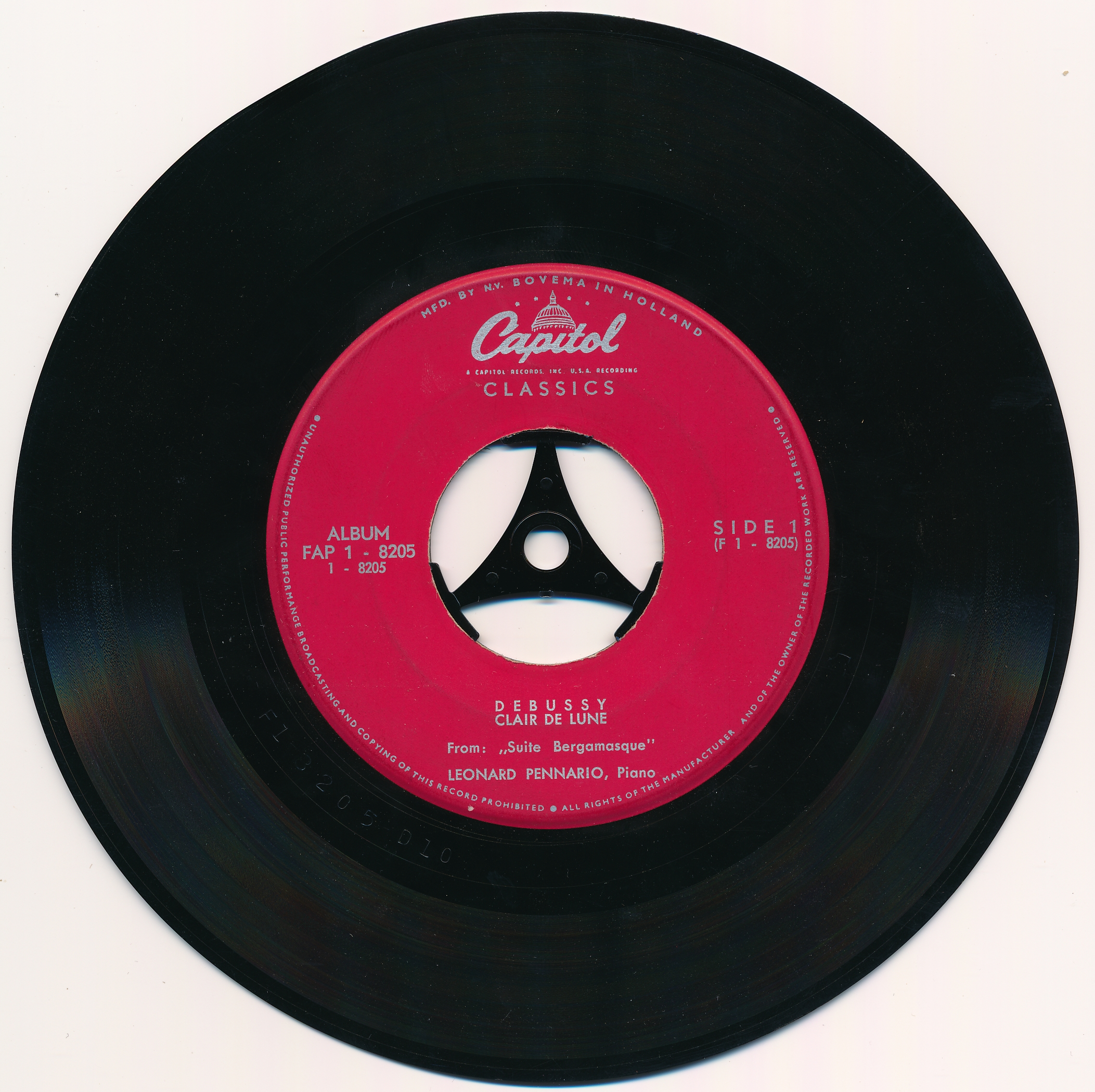
Capitol-Single-Schallplatte

Capitol Records wurde 1942 vom Songwriter Johnny Mercer gegründet. Er erhielt dabei finanzielle Unterstützung durch den Filmproduzenten Buddy DeSylva und den Geschäftsmann Glenn Wallichs. Letzterer war Besitzer von Music City, damals der größte Schallplattenladen in Los Angeles (Kalifornien). Capitol war das erste Label an der Westküste der USA und konkurrierte mit RCA-Victor, Columbia und Decca, die alle in New York ihren Sitz hatten. Capitol besaß ein Aufnahmestudio in Los Angeles und ein zweites in New York. Zudem bestand die Möglichkeit, mit einer mobilen Ausrüstung Aufnahmen an anderen Orten zu machen.
Zu den ersten Künstlern der Firma gehörten Benny Carter, Stan Kenton, Billie Holiday, Paul Whiteman, Martha Tilton, Margaret Whiting und Ella Mae Morse. Nachdem Capitol und Decca den Schallplattenstreik in den Griff bekommen hatten, bekam das Label seine erste Goldene Schallplatte im Jahr 1942 für den Titel Cow Cow Boogie und hatte einen Überraschungshit mit dem Stück Straighten Up and Fly Right des neu unter Vertrag genommenen Trios von Nat King Cole. Mit dem Dorsey-Veteranen Paul Weston als Arrangeur und Jo Stafford entwickelte Decca einen hauseigenen Stil. Bis zum Jahr 1946 hatte Capitol 42 Millionen Schallplatten verkauft und gehörte nun zu den sogenannten Big-Six-Studios. Zu den bekanntesten Künstlern des Labels in den 1940er Jahren zählten Les Baxter, Bing Crosby, Les Paul, Fats Domino, Peggy Lee und Les Brown. Als Stafford und Weston zu Columbia wechselten, nahm Pete Rugolo ihren Platz ein und holte Modernisten zu Capitol wie Miles Davis und Tadd Dameron sowie die Bop-Bands von Benny Goodman und Charlie Barnet.
In den 1940er Jahren arbeitete Mickey Goldsen als Leiter der Abteilung Capitol Songs bei dem Label, das als eines der ersten einen in Labelbesitz befindlichen Musikverlag hatte; Goldsen hatte daran einen 25%igen Anteil. 1950 erwarb er die restlichen Anteile des Verlags von Mercer und DeSylva, um den Musikverlag Criterion Music Corp. zu gründen und verließ Capitol.
1950 bezog Capitol sein eigenes Studio in der Melrose Avenue in Hollywood und stieg in der Zeit bis Mitte der 1950er Jahre zu einem der größten Unternehmen in der Unterhaltungsindustrie auf. Der Schwerpunkt des Geschäfts konzentrierte sich auf Unterhaltungsmusik. Die Andrews Sisters, Jackie Gleason, Rick Nelson, Ray Anthony, Bobby Darin, Andy Griffith, Shirley Bassey, Martin Denny, The Kingston Trio, Judy Garland, Frank Sinatra, Ferrante & Teicher, The Four Freshmen, Al Martino, Nancy Wilson und Gene Vincent gehörten zu den erfolgreichsten Künstlern, die Capitol in den 1950er Jahren unter Vertrag hatte.
Capitol hatte mittlerweile ein Unterlabel namens Angel Records gegründet, um darauf Klassische Musik zu veröffentlichen. Die meisten der Aufnahmen fanden allerdings in Europa statt beziehungsweise man kaufte die Pressrechte von europäischen Labeln.
Im Jahr 1955 erwarb die englische Plattenfirma EMI Capitol Records für den Betrag von 8,5 Millionen US-Dollar. Kurz darauf ließ EMI mit dem Capitol Records Building ein neues Studio an der Adresse Hollywood and Vine in Los Angeles bauen, um das amerikanische Studio auf den gleichen Stand wie das technisch fortschrittlichere englische Abbey-Road-Studio in London zu bringen.
Capitol nahm in der Folgezeit Künstler wie Badfinger, The Band, Glen Campbell, Joe Cocker, Grand Funk Railroad, Jimi Hendrix, Steve Miller Band, Pink Floyd, Linda Ronstadt und Peter Tosh unter Vertrag bzw. übernahm den Vertrieb ihrer Schallplatten. Mitte der 1960er Jahre waren es allerdings zwei andere Bands, die 65 % der Einnahmen einspielten:
The Beach Boys und The Beatles, für die Capitol kräftig Merchandising (etwa 1964 das Verschenken von T-Shirts) betrieb.
In den 1970er Jahren gründete Capitol zwei alternative Labels: EMI America und Manhattan Records. Zu den neuen Künstlern auf diesen Labeln gehörten zum Beispiel April Wine, Blondie, Burning Spear, Buzzcocks, Rosanne Cash, George Clinton, Sammy Hagar, Heart, John Hiatt, The Knack, Bonnie Raitt, Minnie Riperton, Bob Seger, The Specials, The Stranglers, George Thorogood und (nach Auflösung der Beatles) Wings.
1979 erfolgte die Eingliederung von Capitol Records in die Abteilung EMI Music Worldwide.
Capitol fügte während der 1980er Jahre eine Vielzahl Künstler unterschiedlicher Genres seinem Katalog hinzu, darunter Interpreten wie Beastie Boys, Butthole Surfers, Concrete Blonde, Lloyd Cole, Crowded House, Duran Duran, Eazy-E, Great White, Billy Idol, King Tee, Dave Koz, Megadeth, Kylie Minogue, N.W.A, Pet Shop Boys, Poison, Robbie Robertson, Queen, Queensryche, Red Hot Chili Peppers, Tom Cochrane, R.E.M., Roxette, Brian Setzer, Spandau Ballet oder Tina Turner.
In den 1990ern kamen Künstler wie Blind Melon, Meredith Brooks, Coldplay, The Dandy Warhols, Dilated Peoples, Doves, Faith Evans, Everclear, Geri Halliwell, Ice Cube, Idlewild, Jane’s Addiction, Jimmy Eat World, Ras Kass, Ben Lee, Less Than Jake, Luscious Jackson, Helmut Lotti, Marcy Playground, Mazzy Star, MC Eiht, MC Ren, The Moffatts, Liz Phair, Lisa Marie Presley, Radiohead, Snoop Dogg, Starsailor, Supergrass, Telepopmusik, Richard Thompson und Robbie Williams hinzu.
2001 fusionierte EMI das Label Capitol Records mit dem Priority-Records-Label.
Zu Beginn des neuen Jahrtausends kamen Künstler wie Skye Sweetnam, Jennette McCurdy und Katy Perry hinzu.

## DerCapitol Tower
Der Firmensitz von Capitol Records zählt zu den herausragenden Gebäuden in Hollywood. Der vom Architekten Welton Beckett entworfene 13 Stockwerke hohe erdbebensichere Turm war zum Zeitpunkt seiner Fertigstellung 1956 das erste runde Bürogebäude der Welt und beherbergt heute mehrere Aufnahmestudios. Das Gebäude versucht in seiner Erscheinung einen Stapel Singles auf einem Plattenspieler nachzuahmen. Das rechteckige Erdgeschoss wurde erst später an den Turm angebaut.

## TheEcho Chambers
Die Capitol Studios verfügen über einzigartige Echokammern, die wie unterirdische Betonbunker 9 Meter unter die Erde gebaut wurden. Die Schallisolierung und akustischen Eigenschaften ermöglichen es Toningenieuren, die Aufnahmen mit einem Nachhall zu versehen.
Die Echokammern wurden als Trapezzimmer durch den Aufnahmekünstler und Sound-Experten Les Paul entwickelt. Sie haben 25 Zentimeter dicke Betonwände und meterdicke Betondecken. Die Räume beinhalten Lautsprecher auf der einen Seite und Mikrofone auf der anderen. In dieser Konfiguration bieten sie einen Nachhall bis zu 5 Sekunden. Toningenieure „verwenden sie wie die Palette eines Malers“, wie ein Capitol-Records-Mitarbeiter es einmal ausdrückte. Der Ton wird aus den Studios auf Lautsprecher in den Echokammern geschickt und von den Mikrofonen in der Kammer wieder aufgenommen. Die Menge des Nachhalls wird über das Mischpult gesteuert.
Die Studios sind durch den Bau von nahe gelegenen Eigentumswohnungen, Gebäuden und Tiefgaragen bedroht, die im Umkreis von 6 Metern der unterirdischen Kammern erbaut werden sollen.

## Jazz-Sammlungen
In den langen Jahren der Geschichte von Capitol Records wurde Musik aus vielen Bereichen produziert. Als Beispiel für Wiederveröffentlichungen folgen hier die Sammlungen von Mosaic Records.
- 1997: Capitol – Classic Capitol Jazz Sessions (Mosaic Records). Diese Sammlung mit entweder 19 LPs oder 12 CDs enthält Aufnahmen von Paul Whiteman, Eddie Miller, Jesse Price, Nappy Lamare, Ray Bauduc, Marvin Ash, Wingy Manone, Johnny Mercer, Deane Kincade, Scatman Crothers, Armand Hug, Frankie Trumbauer, Pud Brown, Bud Freeman, Zutty Singleton, Bobby Hackett, Sid Catlett, Al Casey, The Capitol Jazzmen, Jack Teagarden, Anita O’Day, Giants of Jazz, Ten Cats And A Mouse, Benny Carter, Jess Stacy, Joe Sullivan, Mel Powell, Cootie Williams, Murray McEachern, Rex Stewart, Sonny Greer, Louis Bellson, Carl Kress, Kay Starr, Red Norvo und Stan Hasselgård.

Außerdem sind bei Mosaic Records seit 1983 folgende Sammlungen aus dem Capitol-Katalog erschienen:
- 1993: Benny Goodman – The Complete Capitol Small Group Recording (1944–1955)
- 1995: Duke Ellington – The Complete Capitol Recordings
- 1996: Jack Teagarden – The Complete Capitol Fifties Sessions
- 1998: Peggy Lee & June Christy – The Complete Capitol Transcription Sessions
- 1999: Gene Krupa & Harry James – The Complete Capitol Recordings
- 2000: Woody Herman – The Complete Capitol Recordings
- 2001: Bobby Hackett – The Complete Capitol Solo Sessions